# Detektor
Detektor – urządzenie służące do wykrywania (detekcji) i ewentualnie rejestracji. Detekcji podlegać mogą różne obiekty, zjawiska i parametry fizyczne. Detektory stosuje się wówczas, gdy badany sygnał nie możne być zarejestrowany bezpośrednio zmysłami człowieka lub wówczas, gdy działa jako element urządzenia automatycznie reagującego na nadejście sygnału oraz wtedy, gdy pożądana jest bezobsługowa rejestracja sygnałów. Detektor zamienia wykrywany sygnał na formę możliwą do obserwacji lub rejestracji.
Detektory można podzielić na:
- detektory cząstek, np. detektor cząstek elementarnych;
- detektory promieniowania elektromagnetycznego, np. fotodioda, fototranzystor;
- detektory (czujniki) zmiany parametrów fizycznych, np. detektory zmian temperatury, detektor bimetaliczny;
- detektory (czujniki) zmian składu chemicznego, np. spektrofotometryczne, elektrochemiczne, konduktometryczne, w tym np.:  
  - Katarometr
  - Detektory jonizacyjne
    - Detektor płomieniowo-jonizacyjny (FID)
    - Detektor azotowo-fosforowy (NPD)
    - Detektor fotojonizacyjny (PID)
    - Detektor wychwytu elektronów (ECD)
    - Detektor pulsacyjno-wyładowczy (VICI PDD)

  - Detektor płomieniowo-fotometryczny (FPD)
  - Detektor olfaktometryczny (metoda GC-O)
  - Biodetektor EAG (zob. elektroantenografia)
- detektory mechanicznych zmian w otoczeniu (ruchu, drgań).

Wśród detektorów promieniowania elektromagnetycznego można wyróżnić:
- Detektory termiczne
  - Termopary
  - Bolometry
  - Detektory piroelektryczne
- Detektory fotoprzewodzące
  - Detektory promieniowania X i promieniowania γ (gamma)
  - Fotorezystory z ALxGa1-xN
  - Fotorezystory z CdS
  - Fotorezystory ze związków ołowiu
  - Fotorezystory z Hg1-xCdxTe
    - Detektory podczerwieni typu SPRITE

  - Fotorezystory domieszkowe
- Detektory fotowoltaiczne
  - Fotodiody p-i-n
  - Fotodiody lawinowe
  - Fotodiody heterozłączowe
  - Fotodiody MSM
  - Fotodiody z ALxGa1-xN
  - Fotodiody krzemowe
  - Fotodiody germanowe
  - Fotodiody z InxGa1-xAs
  - Fotodiody z InSb
  - Fotodiody z HgCdTe
- Detektory fotoemisyjne
- Detektory z supersieci i studni kwantowych

Wpływ wzajemnego usytuowania geometrycznego detektora w stosunku do źródła określany jest współczynnikiem geometrii pomiarowej. Jest on proporcjonalny do kąta bryłowego między źródłem a detektorem. Na geometrię pomiarową ma również wpływ, m.in. promieniowanie rozproszone i osłabienie promieniowania na drodze źródło-detektor.